# Herbert Thannhaeuser
Herbert Thannhaeuser (* 2. Dezember 1898 in Berlin; † 12. April 1963 in Kleinmachnow bei Berlin) war von 1925 bis 1963 als freischaffender Gebrauchsgraphiker und Schriftgestalter tätig. Zu den herausragenden Tätigkeiten gehörten die künstlerische Leitung von Erasmusdruck Gebr. Krause, Berlin, die künstlerische Beratung der Schriftgießerei Schelter & Giesecke, Leipzig sowie später des VEB Typoart Dresden.

## Leben
Nach einer Lehre als Porzellanmaler wurde er Schüler des Plakatmalers Ernst Deutsch. Ab 1922 war er bei Erasmusdruck Berlin angestellt, wo er 1925 die künstlerische Leitung übernahm. Aus der Anstellung wurde eine freischaffende Tätigkeit, die es ihm ermöglichte, auch für andere Auftraggeber zu arbeiten. Zu seinen ersten Schriftveröffentlichungen gehört die Adastra, die 1928 bei der D. Stempel AG erschien. Seine weiteren Schriften erschienen bei Schelter & Giesecke in Leipzig sowie der Schriftguß AG in Dresden. 1934 bekam Thannhaeuser von der Stadt Berlin den Auftrag, die Schulfraktur von Schelter & Giesecke für die Beschilderung der Straßennamen neu zu zeichnen. Nach dem Frakturverbot 1941 wurde der Auftrag erneuert und von Fraktur auf Antiqua geändert. Ob die bis heute verwendete Berliner Straßenschildschrift tatsächlich von Herbert Thannhaeuser geschaffen wurde, konnte bislang nicht eindeutig geklärt werden. Aus der Überarbeitung der Schulfraktur dürfte die Thannhaeuser-Fraktur hervorgegangen sein, die 1938 bei Schelter & Giesecke erschien und sehr erfolgreich war.
1951 wurden die Schriftgießereien von Schelter & Giesecke und Schriftguß Dresden zum VEB Typoart in Dresden vereinigt, dessen künstlerischer Leiter Thannhaeuser bis zu seinem Tode war.

## Von Thannhaeuser entwickelte Schriften
| Schriftname                      | Erstguss | Schriftgießerei                | Schriftverwendung |
| -------------------------------- | -------- | ------------------------------ | ----------------- |
| Adastra                          | 1928     | D. Stempel AG, Frankfurt/Main  | Akzidenzschrift   |
| Adastra (Schwung Adastra)        | 1931     | D. Stempel AG, Frankfurt/Main  | Akzidenzschrift   |
| Buik halbfett (unveröffentlicht) | 1931     | D. Stempel AG, Frankfurt/Main  | Akzidenzschrift   |
| Didot-Antiqua                    | 1958     | VEB Typoart, Dresden           | Textschrift       |
| Didot-Antiqua halbfett           | 1958     | VEB Typoart, Dresden           | Textschrift       |
| Didot-Kursiv                     | 1958     | VEB Typoart, Dresden           | Textschrift       |
| Erler Versalien                  | 1953     | VEB Typoart, Dresden           | Akzidenzschrift   |
| Garamond-Antiqua                 | 1955     | VEB Typoart, Dresden           | Textschrift       |
| Garamond-Kursiv                  | 1955     | VEB Typoart, Dresden           | Textschrift       |
| Gravira                          | 1935     | Schelter & Giesecke, Leipzig   | Akzidenzschrift   |
| Großdeutsch                      | 1935     | Schelter & Giesecke, Leipzig   | Akzidenzschrift   |
| Hermann Gotisch                  | 1934     | Schelter & Giesecke, Leipzig   | Akzidenzschrift   |
| Kornett                          | 1939     | Schelter & Giesecke, Leipzig   | Akzidenzschrift   |
| Kurier                           | 1939     | Schelter & Giesecke, Leipzig   | Akzidenzschrift   |
| Lotto                            | 1955     | VEB Typoart, Dresden           | Akzidenzschrift   |
| Liberta-Antiqua                  | 1956     | VEB Typoart, Dresden           | Textschrift       |
| Liberta-Kursiv                   | 1956     | VEB Typoart, Dresden           | Textschrift       |
| Liberta-Antiqua halbfett         | 195?     | VEB Typoart, Dresden           | Textschrift       |
| Liberta-Antiqua extrafett        | 195?     | VEB Typoart, Dresden           | Textschrift       |
| Liberta-Antiqua schmalhalbfett   | 1959     | VEB Typoart, Dresden           | Textschrift       |
| Liberta-Antiqua schmalfett       | 1960     | VEB Typoart, Dresden           | Textschrift       |
| Magna (posthum)                  | 1968     | VEB Typoart, Dresden           | Textschrift       |
| Magna Kursiv (posthum)           | 1968     | VEB Typoart, Dresden           | Textschrift       |
| Magna halbfett (posthum)         | 1968     | VEB Typoart, Dresden           | Textschrift       |
| Meister-Antiqua                  | 1952     | VEB Typoart, Dresden           | Textschrift       |
| Meister-Kursiv                   | 1952     | VEB Typoart, Dresden           | Textschrift       |
| Meister-Antiqua halbfett         | 195?     | VEB Typoart, Dresden           | Textschrift       |
| Parcival-Antiqua                 | 1930     | Schelter & Giesecke, Leipzig   | Textschrift       |
| Parcival-Kursiv                  | 1930     | Schelter & Giesecke, Leipzig   | Textschrift       |
| Parcival-Antiqua fett            | 1932     | Schelter & Giesecke, Leipzig   | Akzidenzschrift   |
| Technotyp                        | 1948     | Polygraph VEB (S & G), Leipzig | Textschrift       |
| Technotyp halbfett               | 1949     | Polygraph VEB (S & G), Leipzig | Textschrift       |
| Technotyp fett                   | 1948     | Polygraph VEB (S & G), Leipzig | Textschrift       |
| Technotyp extrafett              | 1949     | Polygraph VEB (S & G), Leipzig | Akzidenzschrift   |
| Technotyp schmalhalbfett         | 1949     | Polygraph VEB (S & G), Leipzig | Textschrift       |
| Technotyp schmalfett             | 1960     | VEB Typoart, Dresden           | Textschrift       |
| Thannhaeuser-Fraktur             | 1938     | Schelter & Giesecke, Leipzig   | Textschrift       |
| Thannhaeuser-Fraktur halbfett    | 1938     | Schelter & Giesecke, Leipzig   | Textschrift       |
| Thannhaeuser-Fraktur schmalfett  | 1939     | Schelter & Giesecke, Leipzig   | Textschrift       |
| Thannhaeuser-Schrift             | 1929     | Schriftguß AG, Dresden         | Textschrift       |
| Thannhaeuser-Kursiv              | 1933     | Schriftguß AG, Dresden         | Textschrift       |
| Thannhaeuser-Schrift fett        | 1934     | Schriftguß AG, Dresden         | Textschrift       |
| Werbedeutsch                     | 1933     | Schelter & Giesecke, Leipzig   | Akzidenzschrift   |

## Arbeiten als Illustrator
- Fritz Schillmann (Hrsg.): Giorgio Vasari. Künstler der Renaissance, mit 30 Porträtzeichnungen durch Thannhaeuser. Vollmer Verlag, Wiesbaden-Berlin, ohne Jahr.